# Adelin (Pologne)
Pour les articles homonymes, voir Adelin.
Adelin (prononciation : [aˈdɛlin]) est un village polonais de la gmina de Zabrodzie dans le powiat de Wyszków de la voïvodie de Mazovie dans le centre-est de la Pologne.
Il se situe à environ 11 kilomètres au sud de Wyszków (siège du powiat) et à 44 kilomètres au nord-est de Varsovie (capitale de la Pologne).
Le village possède une population de 210 habitants en 2005.

## Histoire
De 1975 à 1998, le village faisait partie du territoire de la voïvodie d'Ostrołęka.

Depuis 1999, Adelin est situé dans la voïvodie de Mazovie.